# Torktumlare

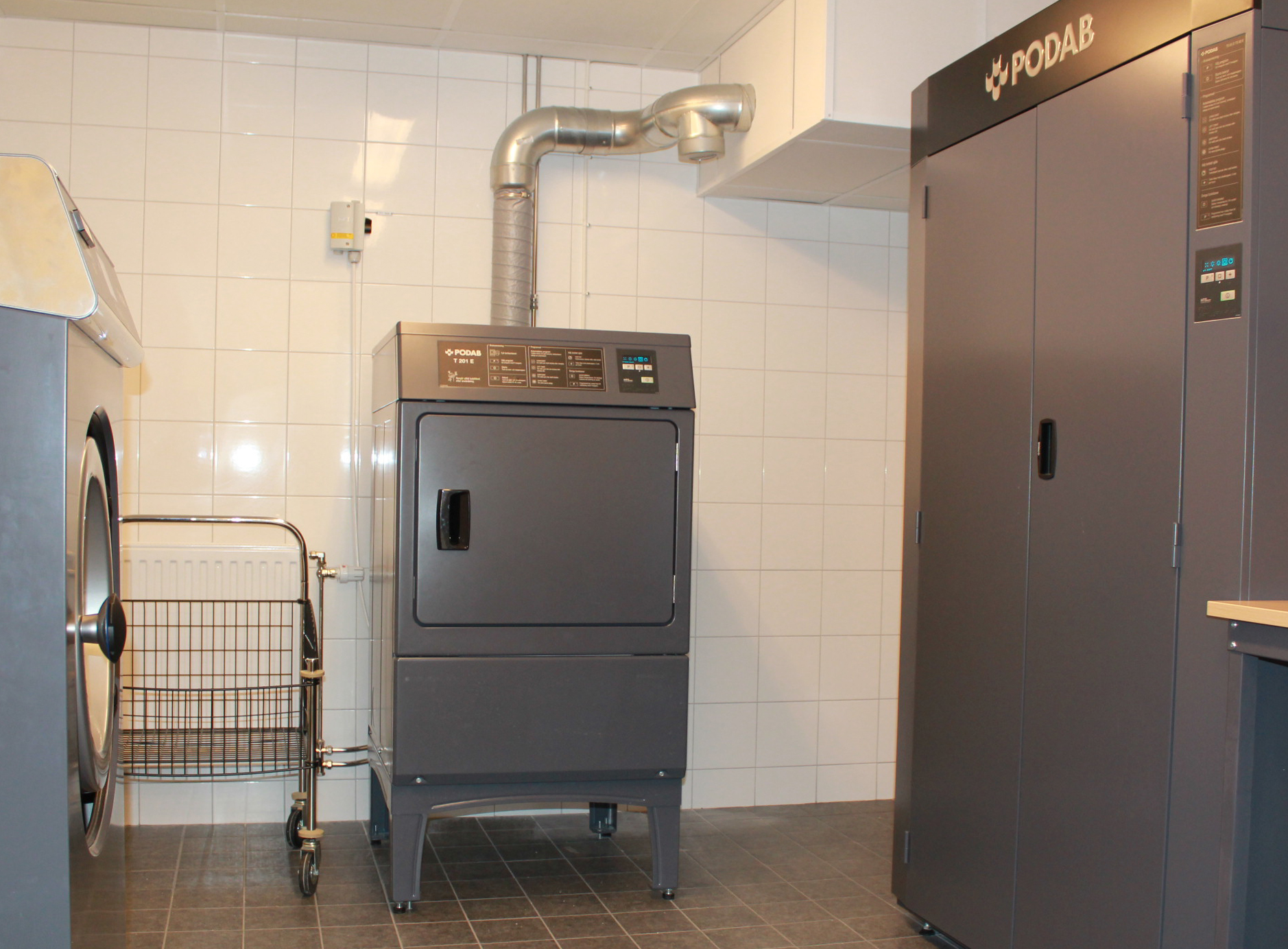
Torktumlare av typ frånluftstumlare.

Torktumlare används för att torka blöta kläder efter att de har tvättats. En torktumlare påminner oftast till utseendet om en tvättmaskin och brukar normalt också placeras i närheten av en sådan. I vissa fall monteras till och med torktumlaren ovanpå tvättmaskinen om det är brist på utrymme. Denna typ av anordning med tvättmaskin och torktumlare ovanpå varandra kallas tvättpelare.
I likhet med en tvättmaskin är en torktumlare försedd med en liggande "trumma" som kläderna placeras i. Trumman snurrar med den blöta tvätten medan varmluft blåses in i trumman. På detta sätt blir kläderna efter ett tag torra.
Man skiljer på frånluftstumlare, kondenstumlare och värmepumpstumlare. En frånluftstumlare ansluts till ventilation och släpper därigenom ut all fukt. En kondenstumlare kondenserar vatten från luften innan den släpps ut och behöver därför inte kopplas till ventilation. Vattnet från en kondenstumlare samlas i en tömbar tank eller så ansluts maskinen till avlopp.
En värmepumpstumlare består av ett värmelement med fläkt som värmer upp den luft som går igenom tvätten. Den varma luften tar med sig fukt till den kalla delen av värmeväxlaren, där vattenångan kondenserar och fäller ut i en vattentank. Den kalla luften värms sedan upp igen på den varma sidan av värmeväxlaren, passerar värmeelementen, och så repeteras processen. En värmepumpstumlare består av fler komponenter, är mer tekniskt avancerad, och kräver därför mer underhåll och service, samt är dyrare i inköp. Värmepumpstumlare har en relativt lägre temperatur på luften, därför tar det längre tid att torka tvätten (jämfört med frånluft- och kondenstumlare). Värmepumpen cirkulerar samma luft under hela torkcykeln, och är därför mer energieffektiv. 

## Exempel på varumärken
- AEG
- Beko
- Bosch
- Cylinda
- Electrolux
- Electro-Helios
- Gorenje
- Hoover
- Husqvarna
- Kenny
- Kenwood
- LG
- Miele
- Podab
- UPO
- Whirlpool
- Zanussi